# Hemicloea rogenhoferi
Espèce
Hemicloea rogenhoferi est une espèce d'araignées aranéomorphes de la famille des Trochanteriidae.

## Distribution
Cette espèce se rencontre en Australie au Queensland et en Nouvelle-Galles du Sud et en Nouvelle-Zélande.

## Publication originale
- L. Koch, 1875 : Die Arachniden Australiens. Nürnberg, vol. 1, p. 577-740 (texte intégral).